# Dicnemonaceae
Dicnemonaceae là một họ rêu trong bộ Dicranales.